# Bilunabirotonde
Een bilunabirotonde is in de meetkunde het johnsonlichaam J91.
Het is een van de negen johnsonlichamen die niet ontstaan door te beginnen met de regelmatige veelvlakken en archimedische lichamen, daar delen van te nemen, zodat weer een johnsonlichaam ontstaat, en al deze lichamen, met daarbij nog de prisma's en antiprisma's, te combineren.
Gecentreerd in de oorsprong en met ribben van lengte 1 kunnen voor de 14 hoekpunten de coördinaten
{\displaystyle \left(0,0,\pm {\frac {\varphi }{2}}\right)}
{\displaystyle \left(\pm {\frac {(\varphi +1)}{2}},\pm {\frac {1}{2}},0\right)}
{\displaystyle \left(\pm {\frac {1}{2}},\pm {\frac {\varphi }{2}},\pm {\frac {1}{2}}\right)}
gekozen worden, waarbij {\displaystyle \varphi ={\frac {1+{\sqrt {5}}}{2}}} de gulden snede is.
Het lichaam heeft als symmetrievlakken het {\displaystyle xy}-, {\displaystyle xz}- en {\displaystyle yz}-vlak, dus ook rotatiesymmetrie van orde 2 in elk van de drie assen en inversiesymmetrie.
Elk van de vlakken {\displaystyle y=\varphi x} en {\displaystyle y=-\varphi x} snijdt de bilunabirotonde langs zes ribben, waarbij deze verdeeld wordt in twee gelijke asymmetrische delen, bij het ene snijvlak het spiegelbeeld van die bij het andere. Het zeshoekige grondvlak is gelijkzijdig, maar onregelmatig, dus zo'n helft is geen johnsonlichaam. 

## Websites
- MathWorld. Bilunabirotunda.
- draaibare afbeelding van de bilunabirotonde[1]